# باري مورغان
باري مورغان (بالإنجليزية: Bari Morgan)‏ (13 أغسطس 1980 في المملكة المتحدة - ) هو لاعب كرة قدم بريطاني في مركز الوسط. لعب مع سوانزي سيتي ونادي آبريستويث تاون وCaersws F.C. ‏.

## وصلات خارجية
- باري مورغان على موقع قاعدة بيانات كرة القدم.إي يو (الإنجليزية)
- باري مورغان على موقع Soccerbase.com (لاعب) (الإنجليزية)